# Kazališna radionica Pozdravi
Kazališna radionica Pozdravi djelovala je od 1973. godine kontinuirano do 1982. godine. Utemeljila ju je redateljica Ivica Boban, a sveukupno je u radu radionice sudjelovalo više od 200 suradnika, a kao najstalniji među izvođačima izdvajaju se Mladen Vasary, Željko Vukmirica i Darko Srića. Radionica se bavila istraživačkim radom i produkcijom predstava. Bila je to vrsta kazališnog rada dnevno radioničkog work in progress karaktera i oblika, koja je u sebe pozivala i primala sve vrste impulsa, znanja, pitanja ili uvide drugih istraživanja, uz stalno dijeljenje svog iskustva drugima i s drugima.  Rad Pozdrava usko je vezan s Dubrovačkim ljetnim igrama gdje su odigrali i/ili stvorili većinu svojih produkcija: Improvizacije I i II (1973.), Pozdravi (1974.), Povratak Arlecchina (1976.), Play Držić (1978.), O štetnosti duhana (1980.), Hekuba (1982.).
U radionici su bili i Ružica Djamić, Zoran Gogić, Mira Furlan, Asja Jovanović, Slavica Knežević, Nedim Prohić, Đorđe Rapajić, Ljubo Zečević, Sreten Mokrović, Boris Bakal, Dragoljub Lazarov, Sanda Hržić, Darko Rundek, Rajna Miloš, Vera Zima i drugi.

## Početak
Sam početak Pozdrava, takozvana manifestna predstava  radionice kreće na kolegiju iz scenskog pokreta koji je vodila Ivica Boban na tadašnjoj Akademiji kazališne i filmske umjetnosti u Zagrebu, kad 1973. godine radi ispit Improvizacije I i II s klasom studenata (Vasary, Vukmirica, Srića, Štriga, Zima, Gačešić, Šandrović – Međimurec, Jerčić.). Ivica Boban nalazila je materijal upravo unutar samih studenata i njihovih međusobnih odnosa, preusmjeravajući pitanja, probleme i sukobe u stvaralačku energiju. Već tu se koristi postupkom autotematizacije i kako ističe autorica ta ispitna predstava, još uvijek nedovršena i u nastojanju, pretpostavka je teatra kojeg bismo željeli ostvariti, a to je bogatiji u izrazu, komunikativniji i neposredniji teatar, koji iskrenije i direktnije govori o vremenu i prostoru u kojem živimo, o nama i onima kojima je upućen. U centru takvog teatra je osviještena glumačka ličnost, a ansambl takvog teatra je grupa osviještenih pojedinaca.

## Predstave
Godine 1974. na Dubrovačkim ljetnim igrama, u Revelinu, s tadašnjim studentima glume Mladenom Vasaryjem, Željkom Vukmiricom i Darkom Srićom postavlja Pozdrave Eugènea Ionescoa. Ovom izvedbom kazališna radionica dobila je i svoje prepoznatljivo ime. S njom obilaze svijet i dobivaju niz međunarodnih nagrada i priznanja. Predstava je koncipirana kao work in progress dakle predstava u nastajanju. Ionescov tekst više je igra riječima, nema ni likova ni narativa. On se poigrava jezičnim klišejima i stereotipima, te susrete i usputne pozdrave među ljudima vodi do apsurda. Glumci i Ivica Boban svakoj su riječi pripisali gestu, pokret, stav do kojih su dolazili asocijacijama i improvizacijama; čak su dodali i svoj vlastiti tekst Ionescoovom, naznačujući tako početak korištenja i postupka intertekstualizacije koji će se kasnije "uvući" u svaki proces. Predstava Pozdravi zadržavala je svoj otvoreni karakter te je težila da sa svakom novom publikom nastaje i novi tekst predstave. Glumci su kroz predstavu utjelovljivali mnogo različitih likova, koristeći se različitim postupcima i vrstama govora i diskursa.
Ionesco je o izvedbi Pozdrava rekao: Vidio sam jedan komad, u stvari jednu dramsku i akrobatsku igru koja donosi teatru nešto sasvim novo.
Godine 1976. nakon što im je otkazana predstava na Igrama, Vrata raja, drama autora Jerzyja Andrzejewskog, samoinicijativno i izvan službenog programa pripremaju predstavu Povratak Arlecchina i igraju je u Gradskoj luci na Ribarnici i u teatru. Nakon uspjeha na svjetskom festivalu u Nancyju i nagrada na festivalu u Sarajevu, predstava je 1977. godine uvrštena u službeni program Dubrovačkih ljetnih igara i odigrana na Držićevoj poljani. Pozdravi su se ovdje prvenstveno bavili reteatralizacijom glumačke igre u komediji dell'arte i u pučkom teatru, a bio je to i početak istraživanja uličnog kazališta. Naime, zbog nedostataka sredstava izlazili su na ulice i kratkim scenskim igrama pozivali publiku da dođe vidjeti predstavu. 
Godine 1978. ulaze u koprodukciju s Kugla glumištem na predstavi Play Držić. Zanimljivost ovog projekta je u tome što je originalno bio naručen kao mala predstava na Ponoćnoj sceni Igara, a pretvara se u jedan od najambicioznijih projekata skupine. Nakon mnogih tegoba s organizacijom samih Igara, velika skupina izvođača i suradnika, nekoliko desetaka, seli se u Lazarete, rubni prostor grada. Tamo je skupina živjela i radila, imala predavanja i probe. U tekstu predstave povezali su odlomke Držićevih dramskih tekstova (Tirena, Grižula, Skup, Dundo Maroje, Džuho Krpeta, Novela od Stanca, Hekuba), urotnička pisma, dokumente iz njegova vremena i elemente piščeve biografije. Ova predstava prelijevala se van granica samog vremena i prostora izvedbe, ponovno izlaze na ulice Grada, animiraju prolaznike, igraju uloge, a svime time su stvarali kontekst i uvlačili Dubrovnik i Dubrovčane kao i njihovu tradiciju u samu predstavu. 
Nakon izvedbe Play Držića trebalo je četiri godine da se vrate na Igre.
Vraćaju se 1982. godine s Držićevom Hekubom koja se kao ideja počela otvarati na radu predstave Play Držić. I ovdje se odmiču od Držićevog teksta prema svom autorskom. Hekuba je na jedan način bila krajnji okršaj s Držićem kao kanonom, grčkom tragedijom koja je u njegovo vrijeme bila zabranjena, i prva prava ansambl predstava. Razbili su kolektivnost kora te je svaka izvođačica u jednom trenu istupila iz kora i imala svoju pričicu, da bi se opet vratile u zajedništvo kora. Boban: U našoj predstavi vile su igrane iz prostora unutrašnje arheologije sjećanja i memorije tijela kora silovanih žena s iskliznućima u stanje očaja i ludila na rubu između realnog i irealnog, dok su se satiri u neverbalnoj ironičnoj igri plesa golih muških tijela iste vojske koja je razorila grad pojavljivali u predstavi samo kao mučno snovito priviđenje Hekube i kora. I sam Držić je, kako Boban navodi, izvornu tragediju maniristički razorio presjecima s ironijskim odmacima što ih čine satiri i vile "zalutali" u svijet tragedije.
Predstavu obnavljaju 1991.godine. Izvode je isti glumci, deset godina stariji, i u potpuno novom, ratnom kontekstu kojeg oni iskorištavaju za brisanje granica kazališta i zbilje.

## Režim
Pozdravi su tada, kao i ostale skupine novokazališnog pokreta poput Kugla glumišta i Coccolemocca, bili bez prostora za rad, bez financijskih sredstava ili bilo kakve materijalne sigurnosti. Tadašnji režim im nije bio sklon jer im prvenstveno nije odgovarao subverzivan modus djelovanja, bez hijerarhije, odnosno bez režijske figure. Samim time svaka nova predstava i ideja je bila borba s vladajućim sistemom kako bi se došlo do kakvih takvih uvjeta. Tadašnji CKD, riječima Ivice Boban, jest bio udomitelj i u nekom smislu promotor nezavisnih grupa novog kazališta. No, bez obzira na njihove zasluge u tom smislu, oni su bili prvenstveno centar vrlo jake moći tadašnjeg komunističkog sistema.   Pozdravi nisu pristajali na kompromise ali im se jedan ipak nametnuo. Naime, ponuđena im je režija kazališne svečanosti u cijelom Zagrebu za proslavu 40-godišnjice Partije i doček Tita u Zagrebu na povratku iz nesvrstanih zemalja Dalekog Istoka, a zauzvrat su trebali dobiti siguran prostor i neka financijska i materijalna sredstva. Pokušavajući se izvući iz te situacije napisali su scenarij nalik igri kralja i lude (subverzivna djelatnost bila je jedina stvarna mogućnost djelovanja u tom vremenu ), snovitu dječju igru mašte i glazbe u kojoj su se prelijevali glumci, glazbenici, djeca, sve moguće kulturne djelatnosti koje su tada postojale u Zagrebu, a sve bez i jedne političke poruke ili propagande. Nadali su se s pretjeranom razigranošću i ludosti izvući iz projekta, no prijedlog je prihvaćen, režija proslave im je zaista dodijeljena. Oni su je i proveli u skladu s vlastitom zamisli i odjednom su im sve kazališne radionice i fundusi bili na raspolaganju, izrađivali su se i šivali prema scenariju svi njihovi svjetovi mašte, nitko nije pitao za cijenu materijala ili rada, svi su radili besplatno i bez pogovora, a za sve za što je trebalo bilo je novca. No, nakon što je projekt uspješno prošao oni su ponovno ostali na ulici, bez prostora i sredstava.

## Ulično kazalište
Njegove tragove možemo iščitati već i u izvedbi Pozdrava na Dubrovačkim ljetnim igrama kada su tiskali tekst predstave na majicama i dijelili ih ljudima po gradu tako da je nekoliko dana sav njihov tekst bio prisutan na ulicama grada. U Povratku Arlecchina, izlazeći na ulice kako bi promovirali vlastitu predstavu to je postalo još izrazitije, da bi svoj vrhunac dostigli s Play Držićem kada su izvodili dijelove predstave na samim ulicama, igrali se s publikom uvlačeći je u izvedbu i tvoreći scenski prostor od čitavog grada. To postaje uobičajena praksa Pozdrava koju onda prenose i na zagrebačke ulice zaustavljajući tramvaje igrom i upadajući u tvornice izvodeći scenske igre i improvizacije za radnike. Ivica Boban kaže kako su ta ulična događanja otvarala glumčevu kao i gledateljevu spontanost i pretvarala se u brojne male pučke svečanosti i feste po cijelom gradu, a širila su i izvedbene prostore kazališta Igara. Neposredna i intenzivna komunikacija s publikom grada inspirirala je i izgrađivala istovremeno i novu dramaturgiju i poetiku naših predstava.

## Obilježja
Pozdravi su se vodili idejom da je kazalište od svojih početaka kolektivna kreacija i među stvarateljima, a onda i sa samom publikom kao završnim stvarateljem. Svi suradnici bili su od početka uključeni u kreativni proces rada koji je nastajao na samim probama kroz improvizacije, diskusije, osobne ispovijedi i igre s tekstom bez obzira je li on bio postojeći dramski predložak ili je nastajao u samom trenutku.
Improvizacije se također bile temeljni postupak od kojeg je sve kretalo i preko kojeg su otvarali razna pitanja i tražili materijale i smjerove za samu igru. Ona je bila važna i za samu komunikaciju s publikom jer je uvježbavala glumce da svaka predstava ostane otvoren proces i u tom smislu je glumac donekle bio i režiran od same publike, ali je ipak naposljetku on bio taj koji vodi igru.
Autotematizacija, intertekstualnost i reteatralizacija također su konstantna obilježja. Boban piše: Kako bih intenzivirala odnos prema dramskom tekstu ili problemima o kojima smo govorili i ostvarila izravniju komunikacijom odnosno približila dramski tekst publici, intertekstualno sam u dramski tekst umetala tekstove drugih djela ili naše vlastite.
Ti postupci bili su važni kako bi se othrvali dramskom tekstu i govoru koji su tada dominirali na našim scenama, te kako bi izborili prostor za govor tijela, pokret i gestu.
Arheologija sjećanja također je važan postupak za Ivicu Boban i Pozdrave. Proces je to koji prethodi scenskoj realizaciji, uključuje u sebe autobiografski diskurz i autotematizaciju. On omogućava konstruiranje scenskog lica propitivanjem vlastite ličnosti, improvizacijama i intimnih ispovijedi izvođača i monologa koji često koketiraju s dokumentarnim.

## Produkcije
- 1973. Improvizacije I i II – KLAUNERIJE /ispitna predstava Akademije za kazališnu umjetnost – Teatar & TD
- 1974. Pozdravi / Ionesco / ispitna predstava Akademije kazališne i filmske umjetnosti
- 1976. Povratak Arlecchina / Teatar & TD
- 1987. Play Čehov
- 1978. Play Držić / koprodukcija s  Kugla glumištem, Dubrovačkim ljetnim igrama / 1. verzija
- 1979. Play Držić / koprodukcija s Centrom za kulturnu djelatnost/ 2. verzija
- 1979. Homo ludens corus / proces rada na seminaru Commedia dell'arte s Mariom Gonzalesom, Splitsko ljeto
- 1980. O štetnosti duhana / A .P. Čehov
- 1982. Hekuba / Držić / Dubrovačke ljetne igre/ 1. verzija
- 1991. Hekuba / Držić / Dubrovačke ljetne igre/ 2. verzija